# Odín Sánchez
Odín Horacio Sánchez Montes de Oca (Santa Cruz de Lorica, 30 de agosto de 1955) es un político afrocolombiano condenado a nueve años (108 meses) de prisión y una multa de $5.885 millones el 27 de julio de 2011 por tener nexos con el Bloque Élmer Cárdenas de las Autodefensas Unidas de Colombia.

## Estudios
Estudió Derecho en la Sede Principal de la Universidad Libre (Colombia). Así mismo, estudió especialización en Ordenamiento Territorial de la Universidad Externado de Colombia.

## Congresista de Colombia
Su carrera política la inició de la mano del liberal Jorge Tadeo Lozano Osorio quien fuera condenado por 13 cargos de peculado en el año 2000 y luego en 2004 por enriquecimiento ilícito al recibir dineros del Cartel de Cali.
Entre 1998 y 2002 fue Representante a la Cámara por el Partido Liberal Colombiano, tras obtener 12.301 votos.
En las elecciones legislativas de Colombia de 2006, Odín Sánchez fue elegido Representante a la Cámara por el Partido de la U al obtener 17.867 votos dentro de la circunscripción electoral del Departamento del Chocó.

### Iniciativas legislativas
Entre sus iniciativas como congresista, se destaca:
- Por la cual se modifica la Ley 29 de 1990, se transforma a Colciencias en departamento administrativo, se fortalece el Sistema Nacional de Ciencia, Tecnología e Innovación en Colombia y se dictan otras disposiciones.[3]

## Parapolítica
«Odín Sánchez fue acusado de mantener nexos con el exjefe paramilitar Freddy Rendón Herrera, ‘el Alemán’, jefe del Bloque ‘Elmer Cárdenas’, en la época en que las autodefensas brindaron apoyo a varios aspirantes a cargos de elección popular, en el proceso judicial que se conoció como la "parapolítica"». A Sánchez la Corte Suprema de Justicia lo «halló culpable de concertar con los paramilitares... para mantenerse en el Congreso» en julio de 2011. Lo condenó a 108 meses de prisión por parapolítica, tiempo que purgó en la Cárcel La Picota de Bogotá.